# Nikos Gatsos
Nikos Gatsos (in greco Νίκος Γκάτσος?; Asea, 8 dicembre 1911 – Atene, 12 maggio 1992) è stato un poeta, traduttore e paroliere greco.

## Biografia
Nikos Gatsos nacque nel Peloponneso nel 1911 e frequentò le scuole superiori a Tripoli. Successivamente studiò storia, letteratura e filosofia all'Università di Atene, senza però ottenere la laurea. La sua familiarità con l'inglese e il francese lo aiutò nella conoscenza della poesia europea contemporanea, a cui aggiungeva una profonda conoscenza della letteratura greca moderna. 
Ad Atene riuscì ad inserirsi nei circoli letterari, dove conobbe l'amico di una vita Odysseas Elytīs. Nei primi anni trenta cominciò a pubblicare poesie nelle riviste Nea Estia e Rythmos, scrivendo anche articoli di critica per Makedonikes Imeres e Nea Grammata. Dopo aver vissuto in Francia a metà degli anni trenta, nel 1943 pubblicò Amorgos, un poemetto in cui mescolò temi e stili tradizionali greci con il più recente surrealismo. Successivamente pubblicò altre tre poesie: Elegeio (1946), Il cavaliere e la morte (1947) e Canzone dei vecchi tempi (1963), dedicato a Giorgos Seferis.
Dopo la seconda guerra mondiale lavorò come traduttore per la Greek-British Review e regista radiofonico per ERT. Grande conoscitore del teatro moderno e contemporaneo, Gatsos realizzò numerose traduzioni in greco di classici del teatro moderno, tra cui Nozze di sangue e La casa di Bernarda Alba di Federico Garcia Lorca, Lungo viaggio verso la notte di Eugene O'Neill e Il padre di August Strindberg.
In qualità di paroliere ha collaborato con alcuni dei maggiori compositori e cantanti greci dell'epoca, tra cui Manos Hadjidakis, Mikīs Theodōrakīs e Nana Mouskouri.
Morì ad Atene all'età di ottant'anni.